# Cerova Ravan
Cerova Ravan je naseljeno mjesto u općini Foča, Republika Srpska, BiH. 

## Stanovništvo
| Narod     | Popis 1961. | Popis 1971. | Popis 1981. | Popis 1991. |
| --------- | ----------- | ----------- | ----------- | ----------- |
| Hrvati    |             |             |             |             |
| Muslimani | 56          | 70          | 37          | 16          |
| Srbi      | 57          | 78          | 71          | 31          |
| ostali    | 1           |             |             |             |
| Ukupno    | 114         | 148         | 108         | 47          |